# العلاقات البريطانية الزامبية
العلاقات البريطانية الزامبية هي العلاقات الثنائية التي تجمع بين المملكة المتحدة وزامبيا.

## مقارنة بين البلدين
هذه مقارنة عامة ومرجعية للدولتين:
| وجه المقارنة                                              | المملكة المتحدة                 | زامبيا                         |
| --------------------------------------------------------- | ------------------------------- | ------------------------------ |
| المساحة (كم2)                                             | 242.50 ألف                      | 752.62 ألف                     |
| عدد السكان (نسمة)                                         | 66.02 مليون                     | 17.09 مليون                    |
| الكثافة السكانية (ن./كم²)                                 | 272.25                          | 22.71                          |
| العاصمة                                                   | لندن                            | لوساكا                         |
| اللغة الرسمية                                             | لغة إنجليزية، اللغة الويلزية    | لغة إنجليزية                   |
| العملة                                                    | جنيه إسترليني                   | كواشا زامبي، كواشا زامبي قديم ‏ |
| الناتج المحلي الإجمالي (بليون دولار)                      | 2.62 تريليون                    | 25.81 مليار                    |
| الناتج المحلي الإجمالي (تعادل القوة الشرائية) بليون دولار | 2.72 تريليون                    | 62.18 مليار                    |
| الناتج المحلي الإجمالي الاسمي للفرد دولار أمريكي          | 43.88 ألف                       | 1.30 ألف                       |
| الناتج المحلي الإجمالي للفرد دولار أمريكي                 | 40.23 ألف                       | 3.90 ألف                       |
| مؤشر التنمية البشرية                                      | 0.907                           | 0.586                          |
| رمز المكالمات الدولي                                      | +44                             | +260                           |
| رمز الإنترنت                                              | .uk، .gb                        | .zm                            |
| المنطقة الزمنية                                           | توقيت غرينيتش، توقيت غرب أوروبا | ت ع م+02:00                    |

## مدن متوأمة
في ما يلي قائمة باتفاقيات التوأمة بين مدن بريطانية وزامبية:
- ترتبط شفيلد مع كيتوي باتفاقية توأمة منذ 1950.

## منظمات دولية مشتركة
يشترك البلدان في عضوية مجموعة من المنظمات الدولية، منها:
| علم المنظمة | اسم المنظمة                               | تاريخ انضمام المملكة المتحدة | تاريخ انضمام زامبيا |
| ----------- | ----------------------------------------- | ---------------------------- | ------------------- |
|             | البنك الدولي للإنشاء والتعمير             | 27 ديسمبر 1945               | 23 سبتمبر 1965      |
|             | يونسكو                                    | 4 نوفمبر 1946                | 9 نوفمبر 1964       |
|             | الاتحاد البريدي العالمي                   | ?                            | ?                   |
|             | منظمة التجارة العالمية                    | 1995                         | ?                   |
|             | وكالة ضمان الاستثمار متعدد الأطراف        | 12 أبريل 1988                | 6 يونيو 1988        |
|             | دول الكومنولث                             | 11 ديسمبر 1931               | ?                   |
|             | البنك الإفريقي للتنمية                    | ?                            | ?                   |
|             | الاتحاد الدولي للاتصالات                  | 24 فبراير 1871               | 23 أغسطس 1965       |
|             | منظمة الشرطة الجنائية الدولية             | ?                            | ?                   |
|             | مؤسسة التمويل الدولية                     | 20 يوليو 1956                | 23 سبتمبر 1965      |
|             | الأمم المتحدة                             | 24 أكتوبر 1945               | 1 ديسمبر 1964       |
|             | مؤسسة التنمية الدولية                     | 24 سبتمبر 1960               | 23 سبتمبر 1965      |
|             | منظمة حظر الأسلحة الكيميائية              | ?                            | ?                   |
|             | المركز الدولي لتسوية المنازعات الاستشارية | 18 يناير 1967                | 17 يوليو 1970       |

## أعلام
هذه قائمة لبعض الشخصيات التي تربطها علاقات بالبلدين:
- أنتوني جرايلنج (فيلسوف بريطاني، 3 أبريل 1949[23] – )
- إيميلي ساندي (10 مارس 1987 – )
- بروس روبرتس (لاعب كركيت جنوب أفريقي، 30 مايو 1962 – )
- جبريل إليسون (فنانة زامبية، 1930 – 18 يوليو 2017)
- دبليو. ريتشارد ستيفنز (كاتب أمريكي، 5 فبراير 1951 – 1 سبتمبر 1999)
- غاي سكوت (سياسي زامبي، 1 يونيو 1944 – )
- نيل رادفورد (لاعب كركيت من المملكة المتحدة، 7 يونيو 1957 – )

## وصلات خارجية
- موقع وزارة الخارجية البريطانية